# Hyperolius bopeleti
Hyperolius bopeleti es una especie de anfibios de la familia Hyperoliidae.
Es endémica de Camerún.
Su hábitat natural incluye marismas de agua dulce, corrientes intermitentes de agua dulce y zonas previamente boscosas ahora degradadas.
Está amenazada de extinción por la pérdida de su hábitat natural.